# サイレントヒル4 ザ・ルーム
『サイレントヒル4 ザ・ルーム』(SILENT HILL 4: THE ROOM) は、コナミから発売されたゲームソフト。『サイレントヒル』シリーズの4作目に当たる。

## ゲーム概要
元々は「Room 302」という『サイレントヒル』のスピンオフとして始まった企画であり、当初から従来のシリーズとは異なったゲームになることが決定していた。そのため、本作はシリーズの世界を引き継ぎつつも独自の舞台設定を有しており、物語の演出や展開などが今までとは異なっている。また、システム面においても大幅なモデルチェンジが図かれた（詳細は後述）。一作目から開発を担当してきたTeam Silentは本作を最後に解散し、次回作以降はしばらく海外企業への完全外注体制となった。
新たなサイレントヒルとして、監督・脚本の村越卓が子供の頃に抱いていた「知らない土地での恐怖ではなく、帰るべき自分の部屋での恐怖」をメインコンセプトに据えており、それに付随して「死者の霊」「怨念」という概念も取り入れている。
前述のとおり、本作はシリーズの他作品との違いが非常に多い。主なものを以下に列挙する。
舞台に関わる変更点
- ゲーム冒頭から終盤までの拠点となる「自室」（サウスアッシュフィールドハイツ302号室）が登場する。
- サイレントヒル市そのものを訪れる場面が存在せず、ある人物が記憶を元に創造した「世界」を探索する。
- 市街地などを探索して目的地へ向かうという場面が存在せず、自室から「穴」を通じて他の「世界」へと移動する。
- 探索していた建造物などが「裏世界」へ移行するという演出が存在しない（ただし、自室の侵食現象など「裏世界」に似た描写は存在する）。
- ダメージを与えても絶対に倒せない敵「ゴースト」が登場する。
- UFOエンディングなどのジョークエンドが存在しない。

システムに関わる変更点
- 移動操作が2Dのみに固定された。過去作の移動操作は基本的に3Dであり、オプションで2Dに変更可能だったが、本作では変更不能である。
- 一度に持ち運べる武器、アイテムの数が10個に制限された。不要なアイテムは自室のアイテムボックスへと収納しなくてはならない。
- 打撃武器は攻撃ボタンを長押しすることでチャージ攻撃を放つ事が出来、そのモーション中は無敵になる。
- 銃の弾薬は1マガジンで1つのアイテムという形になり、多量の弾薬を持ち歩くことが困難になった。
- シリーズ恒例のアイテムだった懐中電灯（ライト）は登場せず、探索や戦闘が困難になる暗所自体が存在しない。
- 同様に携帯ラジオをクリーチャー探知機として使うことは出来ないが、自室に怪奇現象が発生するとラジオがノイズを発する。

## ストーリー
ヘンリー・タウンゼントは2年前からサウスアッシュフィールドハイツ302号室に住み、特に不自由もなくそこでの生活を気に入っていたのだが、突如として彼の身に異変が起きる。毎晩悪夢を見るようになり、そして部屋から出られなくなってしまった。ドアが開かないのはもちろん、窓や壁さえも壊すことができず、電話も通じない。部屋から出られなくなって5日目、浴室の壁に巨大な穴が開いた。ヘンリーは、この穴を通じて部屋からの脱出を試みるが、穴を抜けた先には怪物が蠢く異様な世界が待ち受けていた。
近所の地下鉄駅に似た異世界にてヘンリーは、派手な格好の女性シンシア・ベラスケスと出会う。同じく閉じ込められたという彼女と共に出口を探すも、途中ではぐれた末にシンシアは何者かに惨殺されてしまう。気がつくとヘンリーは自室に戻っており、浴室の穴は更に広がっていた。外では隣人のアイリーン・ガルビンや管理人のフランク・サンダーランドが302号室の様子を訝しんでいたが、ヘンリーの声は届かない。やむなくヘンリーは異世界と自室を行き来しつつ、脱出の糸口を求めて探索を続けていく。しかしヘンリーが異世界の深奥に進む毎に、出会う人々はシンシアのように殺害されていき、穴も広がってはヘンリーを異なる異世界へと誘っていく。そして異世界に現れる謎の子供とコートの人物ウォルター・サリバンがヘンリーを翻弄する。
探索を続けるうちにヘンリーは、302号室の前の住人であるジョセフ・シュライバーが残した手掛かりから、この異世界がウォルターによって作られたものであると知る。ウォルターは神を復活させる「21の秘跡」の儀式を行うべく大勢の人間を手に掛けており、今までの犠牲者も、ヘンリー自身もその儀式への生贄であった。そしてその魔の手はアイリーンにまで及び、ヘンリーはなんとか異界に取り込まれた彼女の元に辿り着くも、既にウォルターによって瀕死の重傷を負わされていた。しかし謎の子供に助けられ、辛うじて一命は取り留めていたのだった。
ヘンリーが自室に戻ると浴室の穴は塞がっており、異世界で見つけた銘板を使用すると今度は物置に穴が空いた。その先の異世界でヘンリーは傷ついたアイリーンと再会。事態の打開のために共に異世界の最奥部を目指すことになるが、今度はウォルターが直接襲いかかってくるようになり、今までの犠牲者もゴースト化して牙を向いてきた。やがて二人は最奥部にて、異世界に取り込まれていたジョセフと出会い、真実を知る。望まれぬ子だったウォルターはサイレントヒルの「教団」によって洗脳され、自身の生まれ落ちた302号室を母親だと思い込まされていた。そして教団に騙され、「母」を目覚めさせるという願いが叶うと信じて「21の秘跡」を行おうとしていたのだった。今のウォルターは母への執着心と肉体から分離した「偶像」の殺人マシーンであり、母を求める純粋な想いが具現化したものが例の子供であった。儀式を阻止するには、この異世界を作り出して偶像も動かしているウォルターの本体を破壊しなければならないが、そのためには「母の身体の一部」が必要であるという。
自室に戻ったヘンリーはジョセフに託された希望のツルハシで隠し部屋に入る。そこには腐敗したウォルターの死体があった。死体が握っていた鍵でとうとう302号室を脱出するも、外は既に異世界に侵蝕されていた。アイリーンと合流したヘンリーは管理人の部屋にて、フランクが赤子のウォルターを保護した時から保管している臍の緒を発見する。それを手に302号室に戻るとウォルターの死体が消えており、そこにあった穴に飛び込むと、巨大な異形と化した本体、そして偶像のウォルターが待ち受けていた。アイリーンを生贄に捧げ、最後の啓示であるヘンリーを取り込むべく、ウォルターは襲いかかってくる。ヘンリーは臍の緒を使って偶像を実体化させ、激しい戦いの末にこれを倒す。連動して本体も絶命し、ウォルターは死を迎えた。
※結末についてはエンディングを参照。

## 登場人物

### 主要人物
ヘンリー・タウンゼント（Henry Townsend）
声 - エリック・ボシック
本作の主人公で、SAFハイツ302号室の住人。20代後半の白人男性。
どんな時にも冷静で感情をあまり表に出さない穏やかな性格だが、時折突然の場面に動揺を見せるなど取り乱す一面もある。
職業は不明だが、部屋中に自らが撮影した写真を飾っていることやスクラップブックを持ち歩いていることからカメラマンであると推測できる。
なお、サイレントヒルとの関連性は低く、数年前に観光で行った程度である。
302号室には2年前から住み、そこでの生活を気に入っていたが、突然異変が起き始めて毎晩悪夢を見るようになる。遂には部屋から出られなくなり、突如バスルームに出現した異世界に通じる大きな穴へ身を投じて異変の謎を解いていくこととなる。最終局面にてウォルターと対峙し、激闘の末に撃破する。
その後は脱出して生還するが、あるエンディングでは死亡する。
アイリーン・ガルビン（Eileen Galvin）
声 - アンナ・クネケ
本作のヒロインで、隣の303号室に住んでいる23歳の白人女性。
優しい性格の持ち主だが、他人に頼りがちな弱い面もある。
また、ヘンリーとはお互いに顔と名前を知っている程度の仲である。
『サイレントヒル2』のマリアのような単なる脆弱な同行者ではなく、片手しか使えない満身創痍の身ながらもバッグやチェーンなどの自身専用の武器を手にクリーチャーを攻撃できるが、負傷の為にあまり走れず、梯子の昇降や高所から飛び降りる事が出来ない。
また、儀式の影響で異世界に取り込まれゴースト化しつつあり、ライフが尽きても死亡せず膝をつくだけですぐに復活する。しかしその代わりに後述の「浸食」が進んでしまい、「浸食」の度合いによってはヘンリーに害を成す事もある。
また、自室に開けられた穴から彼女本人の部屋が覗け、異世界に取り込まれる前にはテレビを見たり、パーティーに行く支度をしている様子を見る事ができる。
条件を満たすとコスチュームチェンジが可能となる。
現実世界で友人のパーティーに行く為の準備をしていたが、物語の中盤に『サイレントヒル』のアレッサや『サイレントヒル3』のヘザーのように神の母体としての役割を与えられた事から異世界に取り込まれ、ウォルターに重傷を負わされる。
その後は背中に大きく「20121」という傷を刻まれ、そのまま20番目の犠牲者となるはずだったが、「幼きウォルター」に助けられて一命を取り留め、現実世界において病院に搬送される。その後、「病院の世界」で意識を失っていたところをヘンリーと合流し、以降は彼と共に異世界の最深部を目指して「二度目の世界」を探索しながらヘンリーを手助けする。
病院の世界のとある部屋には巨大なアイリーンの顔が存在するが、その意味は語られない。この顔は荒い息遣いと共にヘンリーを見つめるだけで何もして来ず、こちらからの攻撃も通じない。
最終決戦では生贄に捧げられるべく自ら赤い水に向かって行き、完全に入水する前に戦闘を終わらせるか否かでエンディングが分岐する。「浸食」の度合いによってこの時の速度が変わり、深く浸食されていると生贄にされるのも早くなる。
生贄にされた場合は神を出産して死亡し、その前に勝利すればヘンリーと共に生還して脱出を果たす。

### ヘンリーと関わる人物
詳しくは#21の秘跡の犠牲者たちを参照。
ウォルター・サリバン（Walter Sullivan）
声 - デニス・フォルト
目撃者達から「コートの男（The man with the coat）」と呼ばれる金髪ロングヘアで34歳の白人男性。
実は本作の物語の要となるキーパーソン。
殺人事件を起こし逮捕された後は拘置所独房内でスプーンを喉に刺して自殺し、その後は「希望の家」の付近にある墓地に埋葬されていたが…
なお、この事件は『2』に登場する記事にも記されており、後に「ウォルター・サリバン事件」と呼ばれる様になる。
幼い少年
母親を求めて色々な場所を徘徊している幼い少年。
子供らしからぬ悲壮感を漂わせているが、その正体は…
シンシア・ベラスケス（Cynthia Velasquez）
声 - リサ・オルティス
異世界である「地下鉄の世界」に迷い込んだラテン系アメリカ人の女性で、年齢は29歳。
序盤のごく一部のマップでのみ同行者となるが、ウォルターの手で殺され息絶えた。
ジャスパー・ゲイン（Jasper Gein）
アフリカ系アメリカ人の男性。年齢は30歳。
「悪魔」を探しにサイレントヒルの森を訪れ、そこで異世界に迷い込んだが、「森の世界」でヘンリーと出会う。
その後、ヘンリーと共に「希望の家」を調査するが、ヘンリーが経典を読んでいる間にウォルターに操られて焼身自殺した。
アンドリュー・デサルボ（Andrew Desalvo）
元「希望の家」の監視員である中年の白人男性。
ヘンリーが拷問部屋のロックを解除した際に既にウォルターによって殺害されており、プールに死体として浮かんでいた。
リチャード・ブレインツリー（Richard Braintree）
SAFハイツ207号室の住人。最期はウォルターに殺害される。
フランク・サンダーランド（Frank Sunderland）
SAFハイツの管理人である老人で、『2』の主人公であるジェイムスの父親。
アパート創立以来は管理人を勤めており、105号室を管理人室として使用している。
34年前にアパートの一室でへその緒が付いたまま置き去りにされた赤子を発見し、病院へ運んだが、その際にウォルターの臍の緒を見つけており、ずっと捨てられずに大事に持つこととなる。
現実世界にのみ登場し、ヘンリーの居室の扉のドアスコープ越しに他の住人達とのやり取りを見る事ができる。始終異世界に取り込まれる事はなかった。しかし特定のエンディングでは203号室に踏み込んだ直後に5人の警官と共に変死を遂げる。
ジョセフ・シュライバー（Joseph Schreiber）
声 - ロバート・ベオグラード
フリージャーナリストで、ゲームの攻略におけるキーパーソン。あと一歩のところで死亡し、最期は異世界に遺体ごと完全に取り込まれた。
後にヘンリーにウォルターを殺すように依頼し、最後は壁を壊せる「希望のツルハシ」をヘンリーに託して姿を消した。

### その他の人物
警部＆新米刑事
二人の警察官。二人とも男性で、若い新人刑事と中年の警部だという事が明らかになっている。
また、異世界には登場しないが、物語の前半ではヘンリーの自室にあるラジオに度々会話が混線して聴こえてくる他、アイリーンの部屋から会話を聞くことができる。
2人は作中で起こった連続殺人事件を現実世界で調査していた。
ロビー君（Robbie the Rabbit）
前作にも登場したサイレントヒルにある「レイクサイド遊園地」の兎のマスコットキャラクター。
本作ではアイリーンの部屋のぬいぐるみやサウスアッシュフィールドの空に浮かぶ気球、シンシアのタトゥーとして登場しており、いずれも前作に登場した着ぐるみのロビーと同様に口の周りが血に塗れている。
また、本作の公式サイトには彼自身が書いたという設定の「旅行日記」や「もう一つの赤の書」を閲覧でき、一人称が「僕」であることから男性のキャラクターであることが分かるが、このことからファンの間では「ロビーくん」と呼ばれるようになる。
アレッサ・ギレスピー（Alessa Gillespie）
『1』や『3』、『ゼロ』のキーパーソンである少女。本作では名前のみで登場する。
ダリア・ギレスピー（Dahlia Gillespie）
『1』や『ゼロ』の黒幕。
『3』には名前のみで登場しており、本作でも名前のみの登場だが、かつてウォルターに歪んだ思想を植え付けた張本人である事が判明した。
ジェイムス・サンダーランド（James Sunderland）
メアリー・シェパード・サンダーランド（Mary Shepherd-Sunderland）
フランクの息子夫妻。名前のみ登場。
『2』の主人公であるジェイムスとその妻メアリーを指しており、本作では10年前にサイレントヒルで行方不明になったとされている。
ウォルターの父親（Walter's father）
ウォルターの実父で、34年前の302号室の住人。
ウォルターを産むことには否定的であったため、彼が産まれた後は臍の緒がついた状態のまま置き去りにして夜逃げした。その後の消息は不明である。
レイチェル（Rachael）
SAFハイツ106号室の住人で、看護婦。
同じアパートに住む画家と恋仲であるが、301号室の住人であるマイクからのストーカー被害を受ける。
『サイレントヒル2』には看護婦"Rachel"《同音》の名前が登場し、メアリーがローラに宛てた手紙を預かっていたが、ローラに盗まれた。
マイク（Mike）
SAFハイツ301号室の住人。名前のみ登場。
ポルノ雑誌好きで、レイチェルをストーキングしている。ある日リチャードの怒りを買って引ん剥かれた。

## 21の秘跡の犠牲者たち
彼らは殺害された順番を表す「XX/21」（Xは数字）という傷痕が身体のどこかに刻まれている。

### 第一の啓示
1人目(十の心臓)：ジミー・ストーン（Jimmy Stone）
白人系アメリカ人、身長190cm、体重85kg。趣味はダーツ。
最初の犠牲者である男性。遺品は経典の切れ端。
聖母派・聖女派の対立を治めるためにヴァルティエル派を擁立して司祭になった人物（着用していた赤い三角頭巾にちなんで赤い悪魔と呼ばれていた）。
右腕ジョージ・ロステンにウォルターの教育を命じていたが、希望の家一階でウォルターに後頭部を撃ち抜かれて死亡し、後にゴーストと成り果てる事となった。
今回の事件の真の黒幕とも言える人物であり、自らが殺害されることも計画の内であった可能性が高い。
ヴィクティム 01（VICTIM 01）/ ヴィクティム・オールドタイプ（VICTIM Old Type）
ヘンリーが最初に出会うゴースト。ジミー・ストーンの成れ果て。
特徴はスキンヘッドとボロボロの黒い衣服で、武器を持たない為ゴーストの中では二番目に弱い。
序盤から終盤まで様々な場所に現れる。自室の壁に怪奇現象としても出現する。
2人目(十の心臓)：ボビー・ランドルフ（Bobby Randolph）
アフリカ系アメリカ人、身長180cm体重140kg。
オカルトマニアで巨漢の高校生で、ジャスパーの友人。遺品はオカルト本。
3人でサイレントヒル観光をしている際に教会で司祭風の男が「聖女を越える逸材、悪魔になりうる存在」について話しているのを聞いてプレザントリバー大学へ会いに行く。
だが、そこでウォルターに首を絞められて死亡、後に心臓を抜かれてホイールチェアと化す事になった。
3人目(十の心臓)：セイン・マーティン（Sein Martin）
白人系アメリカ人、身長184cm体重65kg。
ジャスパーの細身の友人で、やはりオカルト好きの高校生。遺品はカメラ。
プレザントリバー大学へ「悪魔」に会いに行った時に応対をボビーに任せて隠れていたが、見抜かれて対面する。
その後はボビーと同じくウォルターに首を絞められて死亡し、後に心臓を抜かれホイールチェアと化してしまった。
4人目(十の心臓)：スティーブ・ガーランド （Steve Garland）
中年の白人系アメリカ人、身長180cm体重80kg。趣味は犬の散歩。
ペットショップ「ガーランド」の店主。遺品はシャベル。
非常に気荒で怒りっぽい性格だったらしいが動物には優しい人物であった模様。
ウォルターに胸以外をサブマシンガンで撃ち抜かれて店のペット達共々死亡した。その後はゴーストと化し、武器のシャベルを持って出現する。
ヴィクティム 04（VICTIM 04）
スティーブ・ガーランドの成れの果てゴースト。
生前から使っていたシャベルを武器として所持している。
「森の世界」で初登場して以降、様々な場所に現れる。一般のゴーストの中では体力が高いなど強力。
5人目(十の心臓)：リック・アルバート（Rick Albert）
白人系アメリカ人、身長170cm体重70kg。趣味はベースボール、バレーボール、ゴルフ。
スポーツ用具店「アルバートスポーツ」の店主。遺品はバレーボール。
スティーブ・ガーランド殺害の直後にウォルターにゴルフクラブで殴られて死亡した。後にホイールチェアと化した。
ちなみに、生前のウォルター・サリバンがアルバイトをしていた店が彼の店である。
6人目(十の心臓)：ジョージ・ロステン（George Rosten）
中年の白人系アメリカ人、身長180cm体重68kg。
教団のヴァルティエル派司祭で聖母派の管理を任されていた人物。遺品は経典。
ジミー・ストーンの右腕であり、彼の命令でウォルターを術者として育て上げ、儀式の遂行を円滑にするために無意識領域にヴァルティエルを忍び込ませていた。
その後、希望の家地下祭壇室でウォルターに鉄パイプで殴られて殺害され、後に心臓を抜かれホイールチェアと化した。
ジミーと同じく今回の事件の真の黒幕兼共犯者であり、自身が殺されることすら計画の内である可能性もある。
7人目(十の心臓)：ビリー・ロケイン（Billy Locane）
白人系アメリカ人、身長138cm体重45kg。趣味はベースボール。
サイレントヒルに住む小学生男児。遺品は靴。
下記のミリアム・ロケインは双子の妹で、兄妹仲は良かった。
自宅前で遊んでいるところをウォルターに斧で殴られて死亡、死体は雨の気配に気付いて呼びにきた父親によって茂みの中から発見される。
8人目(十の心臓)：ミリアム・ロケイン（Miriam Locane）
白人系アメリカ人、身長128cm体重40kg。趣味はクッキー作り。
サイレントヒルに住む小学生女児。遺品は髪の毛。
上記のビリー・ロケインは双子の兄で、兄妹仲は良かった。
兄と同じくウォルターに斧で殴られて死亡、死体はビリーの死体に狼狽した母親により発見される（ビリーと違い、頭以外の部位は行方不明）。
ヴィクティム 07+08（VICTIM 07+08）
10年前にウォルターに殺害されたロケイン兄妹の成れの果て。
黒い布を纏った大柄な体躯に幼児の頭が横並びに二つあり、下半身は無く、それを補うように異様に長い両腕を持つ。
長い両手を足替わりに使って歩き回る事が可能で素早く動ける。また、時折"receiver of...(受けし者)"と呟く。
他の犠牲者達と異なり、ゴーストではなくクリーチャーと化している為、倒すことが出来る。
一般のクリーチャーの中では耐久力が高く、殴りや体当たりで攻撃してくる序盤の強敵。又、他のヴィクティムと異なり、同時に複数の個体が出現し、集団で襲い掛かってくる。特に、「2度目の水牢の世界」では6体同時にあらわれる。
ウォルターの罪悪感が彼らをこの様な姿に変貌させたとされている。
9人目(十の心臓)：ウィリアム・グレゴリー（William Gregory）
白人系アメリカ人、身長168cm体重65kg。趣味は機械修理。
時計屋の老人店主。遺品はマイナスドライバー。
生前は腕利きの時計職人であった模様。
恐らく二度目の建物乱立の世界で入手する日記の書き手とおぼしき人物でもある。
ウォルターにマイナスドライバーで喉を刺されて死亡し、後に心臓を抜かれホイールチェアと化した。
10人目(十の心臓)：エリック・ウォルシュ（Eric Walsh）
白人系アメリカ人、身長175cm体重65kg。趣味は運転とビリヤード。
サウスアッシュフィールド通りにあるバーの若いバーテンダー。遺品はビリヤードの手玉。
運転するとキャラが変わってしまうタイプであるらしい。
「建物乱立の世界」でバーと思わしき店に入ることができる。
スティーブやリックが殺された事件でバーが閉店し、帰宅した所に待ち伏せていたウォルターに顔面を撃ち抜かれて殺害され、後に心臓を抜かれゴーストと成り果てた。
事件の日がエリックの誕生日であった模様。
スティーブ・ガーランドはバーによく訪れていた模様。
ヴィクティム 10（VICTIM 10）
「建物乱立の世界」にあるエリック・ウォルシュの部屋で帰服の剣で縫い留められていた、エリック・ウォルシュの成れ果て。
殺された際が帰宅時だったからか、手には自宅の鍵を握っていた。
帰服の剣を回収すると、様々な場所に現れるようになる。
11人目(解放)：ウォルター・サリバン（Walter Sullivan）
中年の白人系アメリカ人、身長190cm体重84kg。
21の秘蹟の術者で、『2』においても名前だけ登場している。
常に落ち着いた雰囲気を持ち、表情は優しげで物腰は柔和であり、「アパートの世界」でヘンリーと出会った際は穏やかな口調で話し掛けてくるが、一方では時折不気味な雰囲気を醸し出してもいる。
育ちはかなり酷く、望まれぬ生を受け、生まれた途端に両親に捨てられ、アパートの一室（ヘンリーの住んでいた302号室）に置き去りにされ、しばらく病院で育った後に名ばかりの生き地獄である「希望の家」に預けられ、そこでダリア・ギレスピーに302号室が自分の母親だと唆され、その母親を救うための儀式だと偽られ「聖母の経典」に深くのめり込んで行ったという、孤独で救いのない状況であった。
ジミーとジョージによって操られ、ジミーに命令されたジョージの手によりウォルターの心の無意識領域に神を復活させようとするヴァルティエルを刷り込まれ、その結果、心の中に生み出されたヴァルティエルに操られて（あるいは唆されて）殺人を実行してしまう。
後にビリー&ミリアム・ロケイン兄妹を殺害した罪（他の殺人が露見するのは彼の死後）で収監され、独房でスプーンを喉に刺して自殺する。
だが、超常的な力によって生きていたため墓から這い出て必要な道具を「希望の家」から入手後、SAFハイツ302号室に作った隠し部屋内で今まで集めてきた10個の心臓と自らの命を捧げ儀式の第二段階「第二の啓示」の最初の一歩である「解放の儀式」を行う。
これにより肉体や母への執着心から解放された(正確には無心に母を求める幼いウォルターと分離した)偶像の肉体を獲得し、更には自らの記憶や思念が形となった異世界を創造するが、解放された後はひたすらに自身のゴースト体に指示をだし儀式を遂行する、人の姿を留めぬ傀儡と成り果てていた。
それから2年半後、三人の人間を異世界に取り込んでそれぞれ「虚無」「暗黒」「憂鬱」というテーマで殺害し、302号室の住人だったジョセフを現在のヘンリーと同様に外へ出られないようにしてからゴーストをけしかけて「絶望」させながら異世界に取り込み同化させた（世間では模倣犯の犯行であると推測され、「第2のウォルター・サリバン事件」と呼ばれる）。
それから7年後の本編中では儀式の第三段階「第三の啓示」の為に異世界へ取り込んだヘンリーの目の前で四人の人間をそれぞれ「誘惑」「起源」「監視」「混沌」のテーマで次々と殺害。
物語の中盤からは儀式の最終段階「最期の啓示」完遂の為、生け贄であるヘンリーとアイリーンを執拗に付け狙う。
終盤では巨大な怪物に変貌した自らの真の肉体と共に現れ、ヘンリーと対峙する。
その後のエンディングによっては神を復活させて302号室を手に入れるか、ヘンリーとの死闘の末に返り討ちに遭って完全に死亡する。
なお、劇中でヘンリーと交戦するウォルターは本体ではなく彼のゴースト体と言うべきものであり、ジョセフ・シュライバーが言うところの「殺人マシン」である。
幼きウォルター（Little Walter）
母親を求めて色々な場所を徘徊する幼い少年。
正体は「解放の儀式」によってウォルターから分離した「純粋に母親を求める想い」が幼年時代の彼の姿を借りて具現化した存在である。
子供らしからぬ悲壮感を漂わせているが、過去に自身を虐待していたアンドリューからは非常に恐れられている。
異世界を彷徨っており、ヘンリーやアイリーンと度々出会うが、エンディングによっては302号室を手に入れるか、ウォルター本体の死により異世界と共に消滅する。
ヴィクティム11 / 偶像の肉体（VICTIM 11）
「解放の儀式」によって肉体や母への執着心から解放されたウォルターの偶像の肉体。
母親への一途な想いが分離して具現化した存在である「幼きウォルター」とは違い、儀式を完遂する為に無機的に殺人を続けるだけの存在で、ジョセフ曰く「殺人マシーン」。
ゴーストと違い外見や動作は生前と変わらず、「負の力」を放ったり壁をすり抜けたりもしない。所持する武器は、拳銃と鉄パイプ、拳銃とチェーンソー、二丁拳銃の3パターン。特に拳銃での攻撃は威力が高く、距離が離れていても撃ってくる上に命中精度も高い為にかなりの脅威といえる。
ゴーストと同様に一定のダメージを与えることで一時的に動きを止められるが、一定時間が経過するか、ヘンリーが別のエリアに移動すると復活する上に帰服の剣を刺すことができず、更には行動範囲内であればエリアを跨いでヘンリーを追跡する。
また、異世界の創造手であるため空間や物理法則を無視して移動できるらしく、最終ステージである「アパートの外の世界」では度々物理的に不可能な先回りをしてヘンリーに襲いかかる。初登場時こそヘンリーに穏やかに接するが、物語の中盤からヘンリーとアイリーンの前に何度も現れ、儀式の遂行の為に二人の命を執拗に狙う。最後はアイリーンを操ってヘンリーを異世界の最深部に誘い込み、本体である異形と化した「真の肉体」と共にヘンリーと対峙する。
この最終決戦では残像を残す程の高速移動が可能な上に一切の攻撃が効かない、所謂無敵状態になっているが、真の肉体に母の身体の一部(ウォルターの臍の緒)を埋め込み、さらに石板に突き刺さっている計八本の「聖母の槍」を引き抜き同じく真の肉体へと突き刺すことで生身の身体と大差無い状態に弱体化させられる。
しかし、耐久力は道中で遭遇した時よりも大幅に向上しており、更には体当たりでヘンリーを吹き飛ばすといった攻撃も行うため、実体化したとしても強敵であることに変わりはない。
ウォルター本体 / 真の肉体
本作のラスボスで拘束された巨大な怪物の姿をしたウォルターの本体。
死亡時の青年の姿や幼少の頃の姿と並ぶ異世界におけるウォルターの三つ目の姿であり、302号室の隠し部屋に隠されていたウォルターの死体が異形と化した姿且つウォルターの真の姿でもある。
異様に長いへその緒やワイヤーで拘束されている為、ヘンリーに対して直接攻撃することができないが、傀儡である偶像の肉体を自由に操ることができる。
最期は302号室の異空間で偶像の肉体と共に現れ、それを操ってヘンリーを殺そうとする。
だが、赤の書に従ったヘンリーにより母の身体の一部である自身の臍の緒を埋め込まれ、石板から抜き取った8本の「聖母の槍」で突き刺されたことで偶像の肉体が実体化して不死性を奪われてしまい弱体化、そしてヘンリーの手で偶像の肉体が倒されたことで連動して死亡した。

### 第二の啓示
12人目(虚無)：ピーター・ウォールズ（Peter Walls）
白人系アメリカ人。身長180cm体重75kg。趣味は麻薬を吸う事。遺品は麻薬のジョイント。
ジャンキーの高校生で、赤いジャージを着てニット帽を被っている。
元来の性格はヤクが切れた時の姿からわかる通り、小心者である模様。
ウォルターが儀式をしてから死後2年が経った頃、サウスアッシュフィールド通りの裏路地でヤクでハイになっている最中、唐突に「神様を見た!」という言葉を残して行方不明となり、半年が経ってからホテルサウスアッシュフィールドの客室で撲殺遺体となって発見された（おそらくウォルターに殺害されたと思われる）。後に心臓を抜かれゴーストと化した。
彼が「虚無」である理由は麻薬を吸い、ハイになって自分が強くなった(と思い込んでる)事に喜びを感じる、非常に『虚無』な生活をしていた事が由来。
なお、お祭り作品『ブックオブメモリーズ』にもザコ敵として登場する。
ヴィクティム 12（VICTIM 12）
ピーター・ウォールズの成れ果てのゴースト。
「建物乱立の世界」を徘徊…もとい放浪している。ピーターは他のゴーストより少し体力が多かったり、若いが故の素早さがあったりする。
13人目(暗黒)：シャロン・ブレイク（Sharon Blake）
白人系アメリカ人。身長170cm体重72kg。趣味は掃除と洗濯。遺品は黒い帽子。
黒い帽子をかぶった背の曲がった老婆で、ある教団信者の母親でもある。
教団に息子を返すよう直談判しに希望の家へ向かう途中で彼の墓を見つけ、彼が死亡してしまっていることやおそらくは殺害されたことを知る。
その後にウォルターに水没死させられ、後に心臓を抜かれてゴーストと成り果てた。
ちみに、シャロンの死体が発見されたころ、同時に上記のピーターの死体も発見されていたりする。
彼女が「暗黒」である理由は、愛する息子を失った絶望で心が『暗黒』に染まったからである。
ヴィクティム 13（VICTIM 13）
シャロン・ブレイクの成れ果てゴースト。
序盤から息子を探してか様々な場所に登場する。老婆故に体力が低いようで、全ゴースト中最弱。
14人目(憂鬱)：トビー・アーチボルト（Toby Archbolt）
中年のアフリカ系アメリカ人。身長180cm体重78kg。趣味は賭け事と性交。
教団ヴァルティエル派（元聖母派）の司祭。実はロリコンであるらしい。
ジミー・ストーン、ジョージ・ロステンと司祭を立て続けに失い、揺らぐ教団を立て直すためにマリファナの密売などで資金を得て希望の家を再開させるなどして市議会議員にまで上り詰めるまでになる。
だが、後にメキシコの森の中でウォルターによって100mもの崖から突き落とされて死亡、後に心臓を抜かれゴーストと成り果てる事となる。
彼が「憂鬱」である理由は司祭達を続けさまにウォルターに殺され、その影響によって揺らぐ教団を見て『憂鬱』になった事から来ている。
ヴィクティム 14（VICTIM 14）
トビー・アーチボルトの成れ果てゴースト。
崖から突き落とされて後頭部を石か何かで強打したのが死因か、後頭部が血まみれという姿をしている。
序盤から様々な場所に登場する。ゴーストの中ではそこそこ強い部類。
15人目(絶望)：ジョセフ・シュライバー（Joseph Schreiber）
中年の白人系アメリカ人。身長185cm体重87kg。趣味は読書と釣り。
半年前に行方不明となった、302号室に住んでいたフリーのジャーナリストの男性。
ゴーストとしての姿は過去の302号室の天井から逆さに生えた黒い像のような姿をしている。
希望の家や教団を探るうちにウォルター・サリバン事件へと行き着いて調査を進めるが、そのうちに怪現象が起き始めた(部屋ごと異世界に取り込まれた)ことで部屋から出られなくなった結果、あと一歩のところで命を落とした。
なお、彼の死体は部屋ごと異世界に取り込まれていた為に現在に至るまで行方不明という扱いになっている。
彼はヘンリーにとって有力な情報を日記や手紙という形で302号室に送り続ける。また、ヘンリーにウォルターを止めるには殺すしかないとも伝えている。
なお、唯一ヘンリーの味方をする特殊なゴーストである。
彼が「絶望」である理由はウォルターを調査していた際に怪奇現象で部屋から出られなくなり、精神的にも衰弱していき希望を徐々に奪われて『絶望』しながら死んでいった事から来ている。

### 第三の啓示
16人目(誘惑)：シンシア・ベラスケス（Cynthia Velasquez）
享年29歳。白人系アメリカ人。身長172cm体重68kg。
「地下鉄の世界」で出会う女性。気が強そうな顔立ちをしている。頑固な性格。
ジュニアハイ時代、13歳の頃にサウスアッシュフィールド駅内で野宿する生前のウォルターに声をかけられ、その際にウォルターの「きれいな顔」に興味を抱くが、「10年以上前から見ていた」と言ったことに気味悪さを感じ、怒鳴りつけた。
地下鉄でウォルターにナイフで滅多刺しにされ、駆け付けたヘンリーに看取られながら息を引き取り、その後に心臓を抜かれゴーストと化した。
彼女が「誘惑」である理由は、男性に対して妖艶な色気を醸し出して『誘惑』していた事が由来。
ヴィクティム 16（VICTIM 16）
シンシア・ベラスケスの成れの果てゴースト。
生前は髪はボブヘアの長さなのだが、ゴースト化した後は何故か山村貞子/サマラ・モーガンのような長髪になっている。ちなみに長い髪の毛の奥に窪んだ瞳と滅多刺しによるものと思われる、裂けた口が存在する。
また、長い髪でヘンリーを拘束してくる他、床を高速で這ったりする姿は更に貞子を彷彿とさせてくる。また、ゴーストの中では強い部類。
17人目(起源)：ジャスパー・ゲイン（Jasper Gein）
享年30歳。白人系アメリカ人。身長185cm体重67kg。好物はチョコレートミルク。
「森の世界」で出会うオカルトマニアの青年。痩せ型の体型をしていて、吃音症と思しきたどたどしい話し方をする。
ボビーとセインの友人かつオカルト仲間で、10年前にウォルターに会いにプレザントリバー大学へ行ったが、ボビーとセインの悲鳴に恐れをなし(2人とも絞殺された)、ウォルターが「さあ、出ておいで、そこに隠れてる君、私に会いに来たんだろ! ジャスパー!」と叫んだことに怯えて逃げ出した。
しかし、それから10年後の現在に悪魔に興味を持って訪れたサイレントヒルの森の希望の家に訪れ、ヘンリーと出会うことになる。
ヘンリーと共に希望の家に入った瞬間、自らの胸に印を刻んだ後に焼身自殺し、その後に心臓を抜かれてゴーストと化した。
彼が「起源」である理由は全ての『起源』である希望の家で死んだことから来ている。
なお、彼がゲーム中に自殺しようとしている描写はない為、彼の急な焼身自殺はおそらくウォルターに操られたものと思われる。
ちなみに、彼は1のラスボスであるインキュバスがプリントされた服を来ているが、彼の自作なのか何処かで買った物なのかは不明。
ヴィクティム 17（VICTIM 17）
ジャスパー・ゲインの成れの果てゴースト。
焼身自殺したが故に全身が炎に包まれており、武器として燭台を手に持っている。
ゴーストの中では最強の部類で、まともに戦うと苦戦は必至である。
18人目(監視)：アンドリュー・デサルヴォ（Andrew Desalvo）
中年の白人系アメリカ人。身長168cm体重98kg。好物はお酒。
「水牢の世界」で出会う肥満体の男性。
正体はサイレントヒルの教団が運営する孤児院「希望の家」の関連施設であるパノプティコンの水牢の雇われ監視員。
酒癖が悪く、機嫌が悪い時や酒に酔ってご機嫌な時ですらも幼いウォルターをはじめとした子供達に暴力を振るって虐待しており、子供の中には殺害計画を立てるものがいる程に子供らから嫌われていた。また、子供の間では「デブオーガ」とあだ名されていた。
上記の筈だが、水牢で出会った幼いウォルターに対しては極端に怯えていた(幼いウォルターが現れた事で聖母の経典にのめり込むウォルターに怯えていたのを思い出した為と思われる)。
後に水牢の拷問部屋でウォルターに殺害され、その後は心臓を抜かれゴーストと化した。
彼が「監視」である理由は彼がパノプティコンの水牢の雇われ『監視』員である事から。
ヴィクティム 18（VICTIM 18）
アンドリュー・デサルヴォの成れの果てゴースト。
ゴーストになると拷問されたからなのか上半身裸であり、腹部から血を流している。また、歌を歌ったり、回転しながら突撃したりと多彩な攻撃方法を持っている。
なお、キーアイテム持ちの為、必ず帰服の剣を突き刺す必要があるゴーストでもある。
19人目(混沌)：リチャード・ブレインツリー（Richard Braintree）
中年の白人系アメリカ人。身長178cm体重76kg。武器はリボルバー。
207号室に住むスーツ姿の男性。「建物乱立の世界」で出会うことになる。
紳士的な見た目をしているが、気に入らない事があるとカッとなるという短気な性格をしている。
母を求めてサウスアッシュフィールドハイツをたびたび訪ねてくる幼いウォルターを高圧的に叱り付けていた。
ウォルターによって自室で電気椅子に掛けられて感電死し、その後は心臓を抜かれてゴーストと化した。
彼が「混沌」である理由は紳士的な見た目をしながらも気に入らない事があるとカッとなる部分と、ゴースト時の挙動の2つから来ていると思われる。
なお、生前の武器であるリボルバーは後にヘンリーの武器となる。
ヴィクティム 19（VICTIM 19）
リチャード・ブレインツリーの成れの果てゴースト。
ゴーストの姿では感電死からか全身や衣服が黒焦げている。武器としてバールを持っている。
ゴーストなのに浮遊せず歩行したり、壁すり抜けをテレポートしたりと個性的なゴーストである。また、挙動がビデオテープを早送り・早戻ししているかのような混沌な感じになっている。

### 最後の啓示
20人目(母体)：アイリーン・ガルビン（Eileen Galvin）
303号室に住む女性で、ストーリー最後で生死が決まるのでゴーストとしての登場はない。
幼い頃にサウスアッシュフィールド駅で寝袋に包まっているウォルターに「なぜここにいるのか」「寒くないのか」など訊ね、孤独と寒さをしのげるようにと人形をあげた事がある。
なお、あげた人形はウォルターが大切に持っていた事で負の力を吸収し続けた故か、呪いの人形と化してしまっている。
21人目(知恵)：ヘンリー・タウンゼント（Henry Townsend）
302号室に住む男性で、「絶望（ジョセフ・シュライバー）より知恵を受けし者」。
主人公自身であるためゴーストとして敵対する事は無いが、侵食による怪奇現象（玄関のドアスコープを覗く）で鎖骨のあたりに「21/21」の印を刻まれ、何かを呟き続けている彼のゴーストのようなものを確認できる他、部屋の浸食度が極端に進むと玄関の前に血だらけで立ちすくむヘンリーの姿が見られる。
実は21人の犠牲者候補の中で唯一、反旗を翻す事が出来る存在である。

## クリーチャー・ゴースト
本作に登場するクリーチャーはウォルターの世間に対する恐怖や憎悪が投影された姿となっている。また、元々は人間であったクリーチャーも存在する。一方のゴーストはとある儀式の犠牲者達の成れの果てであり、異世界で死ぬことも出来ずに、苦しみながらさまよい続ける。

### クリーチャー
スニファードッグ（Sniffer Dogs）
ヘンリーが最初に遭遇するクリーチャー。名前は「麻薬探知犬」の意。
異常に発達した聴覚と嗅覚で、ヘンリーの存在を敏感に感じ取る。また、血溜まりがあると血をすすりに行く習性がある。
オスとメスが存在し、メスはヘンリーに噛み付いて動きを止めてくる。
グリーディーワーム（Greedy Worm）
巨大な虫型（厳密に言うと節や足がなく、のっぺりした外見なので節足動物の虫ではなく「蠕虫」が近い）のクリーチャー。名前は「強欲なイモムシ」の意。
攻撃は一切してこないが、こちらも一切ダメージを与えられない。
通路を塞ぐ障害物の役割を果たすクリーチャーである。
ウォールマン（Wallman）
壁と同化した人間の上半身のような姿のクリーチャー。名前は直訳で「壁人間」である。
傍を通ると突然姿を現し、長い腕で殴りかかってくる。
ハマー（Hummer）
鳥型のクリーチャー。名前は「ブンブンいう者」の意。
空中を飛び回りながら嘴で攻撃してくる。集団で現れるが多い。鳥型だが羽音はハエである。
レッドトリーマー＆ブルートリーマー（Red Tremer & Blue Tremer）
壁や天井に生息するヒルのようなクリーチャー。赤色と青色が存在。
名前はレッドトリーマーが「赤い振動」、ブルートリーマーが「青い振動」である。
自ら攻撃は行ってこないが、上を通過して踏むと飛び散る体液でダメージを受ける。○ボタンを押して踏みつけるとダメージを受けず倒す事が出来る。
トードストゥール＆ホワイトストゥール（Toadstool & Whitestool）
血溜まりや湿地に群生するキノコのようなクリーチャー。
名前はトードストゥールが「唐傘状の毒キノコ」、ホワイトストゥールが「白毒キノコ」の意。
自ら攻撃はしないが、触れただけでダメージを受ける。
ヴィクティム 07+08/ツインヴィクティム（VICTIM 07+08/Twin VICTIM）
21の犠牲者候補を参照。
ガムヘッド（Gum Head）
人型のクリーチャー。名前は「ゴム頭」の意。
猿っぽい動きで移動が素早く、武器を使って攻撃してきたり集団で襲ってきたりと高い知能を見せる。スタンガンが有効。
ガムヘッド・ニュータイプ（Gum Head New Type）
ガムヘッドの新種。
ヘンリーから武器を奪い取るという新たな能力を得ている。
ペイシャント（Patient）
「彼」によって異世界の住人となった交通事故の被害者女性。名前は「患者」の意。
非常に長身で、点滴スタンドを振り回して攻撃してくる。集団で出現することが多い。
ホイールチェア（Wheelchair）
「彼」の儀式による犠牲者達の霊が取り憑いた車椅子。名前も英語で「車椅子」である。
異世界でゴースト化、或いはクリーチャー化しなかった者達（ボビー・ランドルフ、セイン・マーティン、リック・アルバート、ジョージ・ロステン、ウィリアム・グレゴリー）の成れの果てと思われ、以下に述べる特徴もゴーストと酷似している部分がある。
積極的に攻撃を仕掛けてくることはなく、一定の速度でフロア内を徘徊するだけだが、接触せずとも近寄っただけでダメージを受ける。セントメダリオンを装備することで接近した際のダメージは回避可能。壁に人影が映るほど凶悪な霊が取り憑いたタイプも存在する。ダメージを与えて動きを止めることは可能だが、一定時間が経つと復活してしまう。
ボトムス（Bottoms）
ウォルターの歪んだ家族への想いが作り上げたクリーチャー。名前は「底」の意。
ヴィクティム07+08に似た姿で歪な肉塊から長い両腕や逆さまになった人間の頭部が生えている。ヴィクティム07+08と同様に長い腕で攻撃してくるが、戦闘能力はこちらの方が高い。
ウォールマン・ニュータイプ（Wallman NewType）
ウォールマンの新種。
こちらは天井から吊り下げられた額縁と一体化しており、ヘンリーが接近すると壁に沿ってすべり落ちてくる。物語の終盤に登場する。
ダミー（Dummy）
巨大なウォールマン・ニュータイプが12体で構成された特殊なクリーチャーの総称。
「2度目の建物乱立の世界」に登場する本作中唯一の中ボスクリーチャー。
名前の通り本体は1体のみで、残りは攻撃してもダメージを与えられないダミーである。
本体である「一つの真実」がダメージを受けると他の巨大なウォールマンものけぞることが目印。
耐久力や攻撃力は非常に高く、攻撃範囲もかなり広い。異世界の最下層へ続く扉を守っている。

### ゴースト
「21の秘跡」の儀式のために殺害され、異世界の住人となった人間の成れの果て。ゴーストの名の通り、生前（死亡直前）の姿で現れるが、肌は真っ白で、身体のあちこちから血を流し、呻き声を発しながら空中を浮遊している。既に死者であるため、いくらダメージを与えても、一時的に動きは止められるが倒すことはできない。セントメダリオンを装備していなければ近づくだけで「負の波動」によるダメージを受け、扉を開けて別のエリアに移動しても壁をすり抜け追ってくる。また、クリーチャーとは異なり「世界」を跨いで出現する。「帰服の剣」があれば動きを完全に封じることができるが、ゲーム中には5本しか存在しない。(そのため、16～19の『ボスゴースト』と呼ばれる強力なゴーストを止めるのに使用するのが望ましい)
因みに、ゴーストにとって異世界は地獄の様な場所であるらしく、異世界から出たいという思いから生きた人間を襲うとされている。
ヴィクティム 01 / ジミーゴースト（VICTIM 01 / Jimmy's Ghost）
ヴィクティム 04 / スティーブゴースト（VICTIM 04 / Steve's Ghost）
ヴィクティム 10 / エリックゴースト（VICTIM 10 / Eric's Ghost）
ヴィクティム 12 / ピーターゴースト（VICTIM 12 / Peter's Ghost）
ヴィクティム 13 / シャロンゴースト（VICTIM 13 / Sharon's Ghost）
ヴィクティム 14 / トビーゴースト（VICTIM 14 / Toby's Ghost）
ヴィクティム 16 / シンシアゴースト（VICTIM 16 / Cynthia's Ghost）
ヴィクティム 17 / ジャスパーゴースト（VICTIM 17 / Jasper's Ghost）
ヴィクティム 18 / アンドリューゴースト（VICTIM 18 / Andrew's Ghost）
ヴィクティム 19 / リチャードゴースト（VICTIM 19 / Richard's Ghost）

## 登場する「世界」
「自室」と「病院の世界」以外には「2度目の世界」が存在する（入手出来るアイテム、登場するクリーチャー、ステージギミックなどは変化している）。
「自室」（サウスアッシュフィールドハイツ302号室）
「穴」を通じて他の「世界」へと移動できる拠点。アイテムボックスが置かれており、ゲーム中盤まではここに滞在することで体力を回復できる。ゲーム後半からは回復が出来なくなる上に怪奇現象が起き始める。ある秘密が隠されており、最終決戦の舞台にも繋がっている。
「地下鉄の世界」、「2度目の地下鉄の世界」
サウスアッシュフィールドハイツ最寄の地下鉄駅がモデルとなった世界。自室の浴室に現れた「穴」から通じる最初の世界である。改札を通るには特定のアイテムが必要になる。地下では電車の残骸の中を通る事になる。
「森の世界」、「2度目の森の世界」
トルーカ湖湖畔に広がる森林地帯がモデルとなった世界。教団の孤児院「希望の家」が存在する。2度目の来訪時には孤児院が焼け落ちている。
「水牢の世界」、「2度目の水牢の世界」
教団が子供達に人体実験を行っていた建造物がモデルとなった世界。円筒状の建物であり、フロアを回転させる仕掛けがある。『3』に登場するジョセフの記事にはこの建造物に関する記述がある。
「建物乱立の世界」、「2度目の建物乱立の世界」
サウスアッシュフィールドハイツ付近の市街地がモデルとなっているが、様々な商店などがデタラメに入り混じった複雑怪奇な世界。ある仕掛けを解くには現実世界で情報を得る必要がある。2度目の来訪時には最深部から過去の302号室に繋がっている。
「アパートの世界」
サウスアッシュフィールドハイツがモデルとなった世界。302号室のドアは現実とリンクしており、道中で手に入る赤い紙をドアの下に挟むと現実で読めるようになって現れる。但し、ドアを開ける事は出来ない。ここをクリアすると浴室に開いていた「穴」が塞がる。
　「302号室の外」
302号室のドアから出た先に広がる本作の最終ステージ。侵食が進行し、クリーチャーやゴーストたちの巣窟と化したサウスアッシュフィールドハイツであり、ラストボスを倒す為に必要なアイテムが存在する。他の「世界」とは繋がっていないが、実質的には2度目のアパートの世界に当たる。以降は横穴ではなくドアから直接自室と行き来出来るようになる。
「病院の世界」
アイリーンが搬送されたセントジェローム病院がモデルとなった世界。物置に現れた二つ目の「穴」から繋がる最初の世界である。ここでアイリーンと合流することが出来る。奥は2度目の地下鉄の世界へと繋がっており、以降は連続した2度目の世界を探索していく事になる。

## アイリーンの侵食
ゲーム後半からヘンリーはアイリーンと共に行動するようになるが、アイリーンの肉体には黒い斑点が浮かび上がるなどの「侵食」現象が発生し始める。侵食現象にはデメリットを伴うものもあるため、侵食度を抑制することが攻略上の鍵となる。
侵食が進行すると発生する現象
- アイリーンが意味不明な言葉を発しながら苦しみ始める。この際のアイリーンに近づくと、ヘンリーがダメージを受けてしまう。セントメダリオンを装備しても即壊れてしまう。
- 2度目の森の世界に登場するウォルターの日記を読む際、アイリーンの台詞が変化する。
- 2度目のアパートの世界で発生するムービーシーンにおいて、アイリーンの台詞や行動が変化する。
- 最終ボスとの戦闘時にアイリーンが生贄になってしまうまでのタイムリミットが短くなり、バッドエンディングになる可能性が高くなる。

侵食が進行する要因
- アイリーンがクリーチャーやヘンリーからの攻撃でダメージを受ける。
- アイリーンを部屋に置き去りにする。
- アイリーンをクリーチャーのいる部屋に置き去りにする。これが最も侵食度が大きい。
- 隠し武器「サブマシンガン」を使用させる。ただし最終決戦時のタイムリミットには影響しない。

侵食を抑制したり減らす手段
- アイリーンと行動を共にする。
- アイリーンの周囲に除霊アイテム「ホーリーキャンドル」を置く。しかし最終決戦時のタイムリミットは改善されない。
- アイリーンと共に部屋を出入りする。

## 自室の侵食
アイリーンと行動を共にするようになってからは自室も侵食され始め、体力も回復しなくなってしまう。自室に戻る回数が増えるごとに侵食度は進行し、様々な怪奇現象が発生する。怪奇現象に近づくとダメージを受けてしまうが、セントメダリオンを装備して近づいたり、ホーリーキャンドルを怪奇現象の付近に設置すれば除霊が可能となる。
怪奇現象の一覧
- 壁にカビや血管のような物体が滲み出る。
- 電話から「見ているよ」という声が聞こえてくる。
- 風景画がウォルターの肖像画になっている。
- クローゼットに子供の影が現れる。
- 窓がガタガタ揺れる。
- 台所の蛇口から血が流れる。
- 靴の位置が移動している。
- ソファーに血がついている。
- 時計の針が高速で回る。
- 冷蔵庫からネコの鳴き声がして、開けると肉の塊がうごめいている。
- ドアの覗き穴を見ると外に血を流したヘンリーが立っている。
- テレビ画面に砂嵐が映っている。
- 居間や寝室、ロッカーの壁からゴーストが現れる（壁から抜け出してくることはない）。
- アイテムボックス近くの壁に人形の姿が多数現れる（アイテム「古びた人形」をアイテムボックスに入れた場合のみ発生する）。

## 武器
本作に登場する武器のほとんどは、ウォルターが殺人に用いた道具、又は犠牲者たちの遺品である。
ピストル
ヘンリーの自室で手に入る。威力は低めだが距離の離れた相手を攻撃することが可能。難易度によって装弾数が変化する。
本作ではハンドガンの銃弾をまとめて持ち歩くことができず、1マガジンごとにアイテム欄を使用するために実用性はかなり低い。
ただし威力は錆びた斧と同等であり、直線上にいるクリーチャーを複数体まとめて貫通する特性がある。また、後述の「銀の銃弾」を装填可能。ジョセフの遺品。
スタンガン
「水牢の世界」で手に入る。威力は低く、リーチも短いものの相手をすぐにダウンさせることができる。今作ではバッテリーがなく、無限に使用可能である。
リボルバー
「アパートの世界」のリチャードの部屋で入手出来る大口径拳銃。威力が高く、体力の多い相手には効果的。しかし弾薬の数は極めて少ない。
命中したクリーチャーを吹き飛ばす特性があるが、場所と位置によってはトドメを逃す原因となる。リチャードの遺品。
白ワインの瓶
自室の冷蔵庫で手に入る。威力は低めでリーチも短いものの、軽いので攻撃のスキが少ない。ある程度これで相手を攻撃していると「割れた白ワインの瓶」になり先端が鋭利になるので、威力が少し増す。
鉄パイプ
自室のバスルームで手に入る。威力は割れた瓶よりやや高く、リーチが長い。攻撃のスキも少ないので序盤で役に立つ。
金属バット
「建物乱立の世界」で手に入る。リーチは鉄パイプよりやや短いが、威力は高い。溜め攻撃までの時間はやや長い。
攻撃に癖があり、遅いという事もあって少し難がある。アルバートの遺品のひとつ。
スコップ
「建物乱立の世界」で手に入る。リーチが鉄パイプより少し長く、威力は金属バットより少し低い。溜め攻撃をすることで突き攻撃が発生し、攻撃範囲に優れている。倒れている相手にも突き刺して攻撃できる。
錆びた斧
「建物乱立の世界」で手に入る。リーチは少し短いが、威力は高めで攻撃のスキが少ない。溜め攻撃の振りかざし攻撃は攻撃につなげるまでの無敵時間が長く多少距離をつめて振りかざすため、敵の攻撃を受けずに安全に攻撃できる。本作品では一番性能のバランスが取れた武器である。ただ、溜め攻撃の際に敵と密着していると攻撃が当たらないことがある。ウォルターが、ロケイン兄妹を殺害した際に使用したもの。
殺虫スプレー
「アパートの世界」で手に入る。ハマーを1撃で倒すことができるが殺傷能力は無く、その他のクリーチャーには全く通用しない。
実はダメージそのものは与えているのである意味では他のクリーチャーにも有効。
カッターナイフ
「病院の世界」で手に入る。攻撃のスキが非常に少なく溜め攻撃もすぐに行えるが、リーチも威力も極端に低い。
たいまつ
「森の世界」で手に入る。ゲームを進める上でのキーアイテムだが、武器としても使用できる。リーチは鉄パイプと同じくらいだが威力が低い。火を着けると威力が少し増す。さらに油をしみこませると火の点いている時間が長くなる。
絶望のツルハシ
「森の世界」で手に入る。威力が全武器中最大。小攻撃のスキも非常に大きいが敵を大きく怯ませることができ、溜め攻撃は溜め時間は長いものの攻撃範囲、無敵時間ともに絶大。最終ボスとの戦闘で非常に有効。
ゴルフクラブ
様々な世界で手に入る打撃武器であり、全部で12種類ある。リーチは鉄パイプより少し短い。威力は各ゴルフクラブにより微妙に異なる。数回使用すると折れ曲がってしまい、使用できなくなる。アルバートの遺品のひとつであり、ウォルターがアルバートを殺害した際に使用したもの。
チェーンソー
4種類の内のいずれかのエンディングを発生させると次回プレイの「森の世界」で手に入る。溜め攻撃が全てヒットした時の威力はツルハシに次いで高い。相手に当たると多くの敵を止めることができ、単体戦には無類の強さを発揮する。
ハンドバッグ
アイリーン専用武器。「病院の世界」で手に入る。アイリーンの所有するハンドバッグであり、所々に付いている金属が武器になる。
乗馬用ムチ
アイリーン専用武器。「2度目の地下鉄の世界」で手に入る。
チェーン
アイリーン専用武器。「2度目の森の世界」で手に入る。装備させるとアイリーンが歩くたびにジャラジャラ音が鳴る。
ナイトスティック
アイリーン専用武器。「2度目の水牢の世界」で手に入る。
サブマシンガン
アイリーン専用武器。エンディングでの評価で90点以上を獲得すると次回プレイの「アパートの世界」で手に入る。弾数は無限で威力が非常に高く、相手との距離が大きくても当てることができる。しかし使用するごとにアイリーンの侵食が速く進んでしまい、ヘンリーがダメージを受けることもある。ウォルターがガーランドを殺害した際に使用した武器。

## アイテム
栄養ドリンク
シリーズ恒例の回復アイテム。使用すると体力を小程度回復する。ストーリー前半では自室で回復ができる為、入手できる量は少ない。後半から多く配置されるようになる。
ラジオ
本作に登場するラジオは携帯できない据え置きタイプのもの。自室の怪奇現象が発生するとノイズが鳴る。
セントメダリオン
除霊効果を有した銀色のメダル。装備している最中はゴーストや怪奇現象に近づいた際のダメージを無効化し、逆にゴーストにダメージを与えたり、怪奇現象を除霊出来る。
ただし、一定値以上のダメージを無効化すると破損してしまう。
ホーリーキャンドル
除霊効果を有したロウソク。自室の怪奇現象の付近に置けば除霊する事が出来る。また、侵食が進行したアイリーンの周囲に置けば侵食度を軽減する事が可能。
一度設置すると回収する事は不可能であり、一定時間が経過したり怪奇現象を除霊すると燃え尽きる。
銀の銃弾
魔よけに使う銀色の銃弾。弾薬の数は2個と少ないが、ボスゴーストを1発でダウンさせるほど威力が高い。ピストルに装填して使用する。
帰服の剣
重くて武器としては使えないが、ゴーストを封印する力を秘めた短剣。5本しか存在しないため、ボスゴーストに使うことが好ましい。一度使用した後に回収して再利用できるため、場所によっては一般のゴーストの足止めに使うことも可能である。また、中には目立たない場所にある物もあるため、取り逃すとボスゴーストを十分に足止めできなくなる事も。
古びた人形
「アパートの世界」でウォルターから貰えるアイテム。アイテムボックスに入れると自室の侵食が促進されるトラップアイテムである。
希望のツルハシ
絶望のツルハシと対となるアイテム。武器ではなく、隠し部屋に通じる壁を壊すことが出来る。ゴーストと成り果てたジョセフから託される。
サマエルの印章
前作にも登場した紋章で、教団のシンボルマーク的存在。本作では、各異世界の入り口の扉に描かれている。

## エンディング
本作では自室の侵食度と最終決戦におけるアイリーンの生死で分岐する。また、本シリーズでは珍しく「UFOエンディング」などのコメディ調のエンディングは存在しない。以下は上であるほどグッドエンド、下であるほどバッドエンドとなる。
脱出
全てを終わらせたヘンリーは傷付きながらもサウスアッシュフィールドハイツから出て行き、後日、アイリーンの病室を訪れる。見舞いの花を受け取ったアイリーンは「新しい部屋を探さなきゃね」とヘンリーに語る。
自室の侵食度が一定以下で、アイリーンが生贄になる前にウォルターを倒した場合に分岐する。
母
異界を脱出し、アイリーンの病室を訪れるヘンリー。しかしアイリーンは「サウスアッシュフィールドハイツに帰らなきゃ」と語る。そのサウスアッシュフィールドハイツは未だ血と錆に覆われていた。
自室の侵食度が一定以上で、アイリーンが生贄になる前にウォルターを倒した場合に分岐する。
アイリーンの死
ウォルターを倒して現実に戻ったヘンリーだったが、ラジオのニュース番組にてアイリーンが息を引き取ったことを知る。ヘンリーは力無くうなだれるしかなかった。
自室の侵食度が一定以下だが、アイリーンが生贄になった場合に分岐する。
21の秘跡
ウォルターを倒した直後、ヘンリーは苦しみ出して倒れ、取り憑かれたかのように立ち上がる。幼きウォルターは念願の302号室に入り、ソファに横たわる。ラジオのニュースではアイリーンの死とヘンリーの惨殺死体が発見された事が告げられる。そればかりか、部屋に踏み込んだ警官や管理人も変死を遂げ、アパートの他の住民も苦しみ出して病院に搬送されたという。そのニュースの流れる部屋の中には、倒したはずの偶像のウォルターが佇んでいた。
自室の侵食度が一定以上で、アイリーンも生贄になった場合に分岐する。

## 楽曲
メインテーマ「Room of Angel」
作曲：山岡晃、作詞：ジョー・ロメルサ/大和久宏之、歌：メアリー・エリザベス・マクグリン
エンディングテーマ「Cradle of Forest」
作曲：山岡晃、作詞：ジョー・ロメルサ/大和久宏之、歌：ジョー・ロメルサ/メアリー・エリザベス・マクグリン（バックコーラス）
挿入歌「Your Rain」
作曲：山岡晃、作詞：ジョー・ロメルサ/大和久宏之、歌：メアリー・エリザベス・マクグリン
挿入歌「Tender Sugar」
作曲：山岡晃、作詞：ジョー・ロメルサ/大和久宏之、歌：メアリー・エリザベス・マクグリン
挿入歌「Waiting For You ～LIVE at 'Heaven's Night'～」
作曲：山岡晃、作詞：ジョー・ロメルサ/大和久宏之、歌：メアリー・エリザベス・マクグリン

## 評価
MetacriticのスコアはPS2版とXbox版共に100点満点中76点、PC版は67点であった。
ストーリーや雰囲気は概ね好評であり、タイトルにある「部屋」がプレイヤーに常に不安感を与えると賞賛された。部屋の外に「普通」の環境を描くことで現実と妄想の境界を曖昧にし、非常に不気味なゲームとしているとも評されている。一方、キャラクター面に関しては従来のシリーズと比較して弱いという批判があり、プロデューサーの山岡晃も認めている。
ゲームプレイ面における過去作からも逸脱については賛否両論を呼んだ。シリーズに新鮮さを保つ上で必要だったと高く評価する声もあれば、従来のお馴染みの要素（パズルによる謎解きやボス戦など）がほぼ廃されたことへの落胆や、システム面での制約に対する批判もあった。ゲーム批評家のベン・ヤッツィー・クロショーは本作をシリーズで『2』に次ぐお気に入りとしながらも、ゲームプレイに関しては激しく批判した。